# Fodor (lettertype)
Fodor is een geometrisch lettertype ontworpen door Wim Crouwel rond 1973.

## Ontstaansgeschiedenis
Fodor is ontworpen voor Museum Fodor in Amsterdam, voor de omslagen van het tijdschrift van het museum. De omslagen in kwestie waren ontworpen aan de hand van een duidelijk grid. Crouwel tekende de letters fodor en de cijfers op basis van dit grid. Dit grid, en de lettervormen zelf, zijn geïnspireerd door de strakke lijnvoering die ontstaat door het gebruik van monospace typemachineletters. Op basis van deze letters is daarna het hele alfabet ontworpen, die het museum als huisstijl-letter kon gebruiken.

## Digitale Fodor
De digitale versie van Fodor is gedigitaliseerd door Freda Sack en David Quay van The Foundry in Londen. Het is onderdeel van de Architype 3 Crouwel collectie. Andere letters van Crouwel in die collectie zijn Architype Gridnik, Architype New Alphabet, Architype Stedelijk en Architype Catalogue.

## Andere letters van Wim Crouwel
- Gridnik
- New Alphabet